# 科茲馬灣
62°27′10″S 60°20′15″W / 62.45278°S 60.33750°W

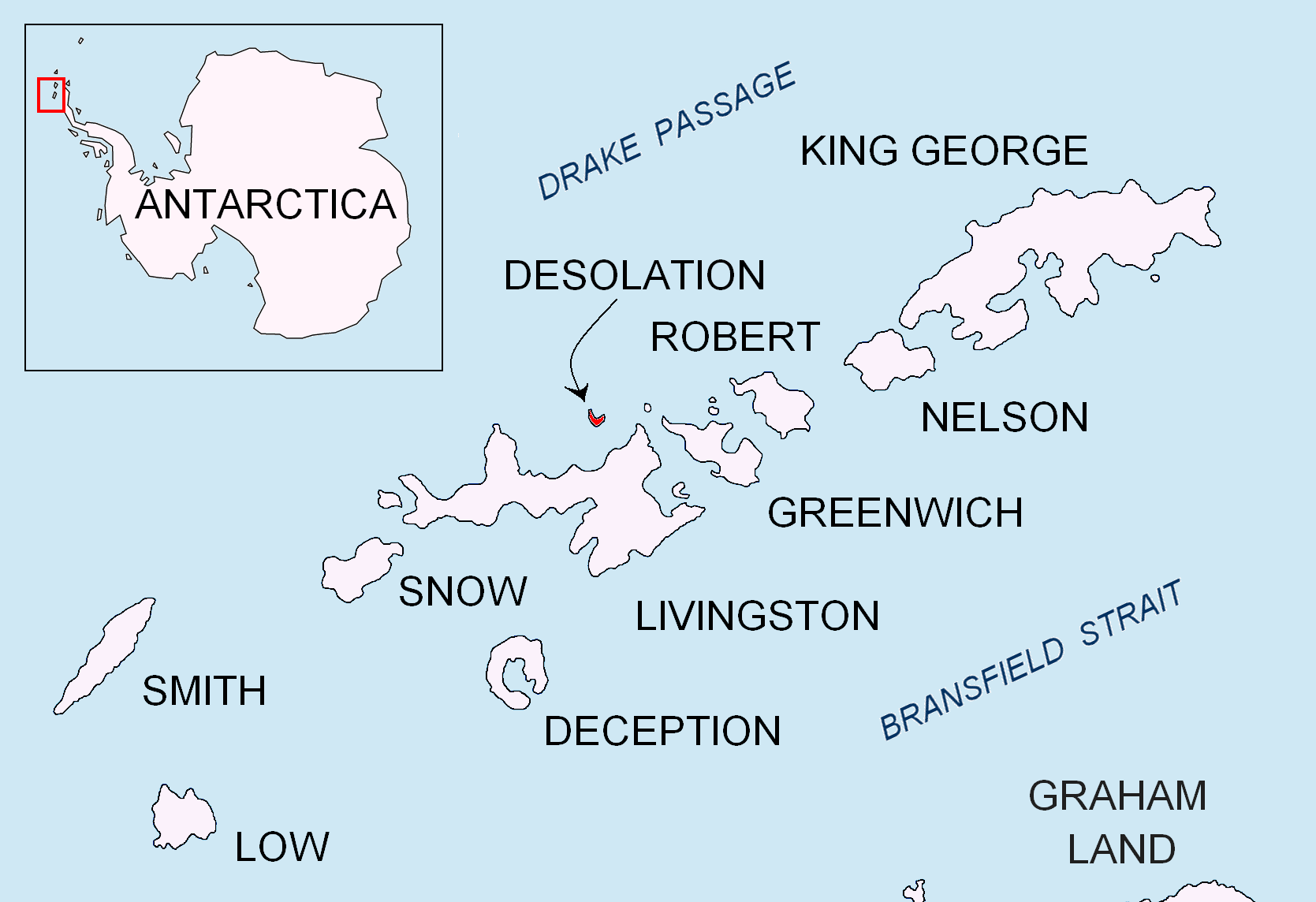

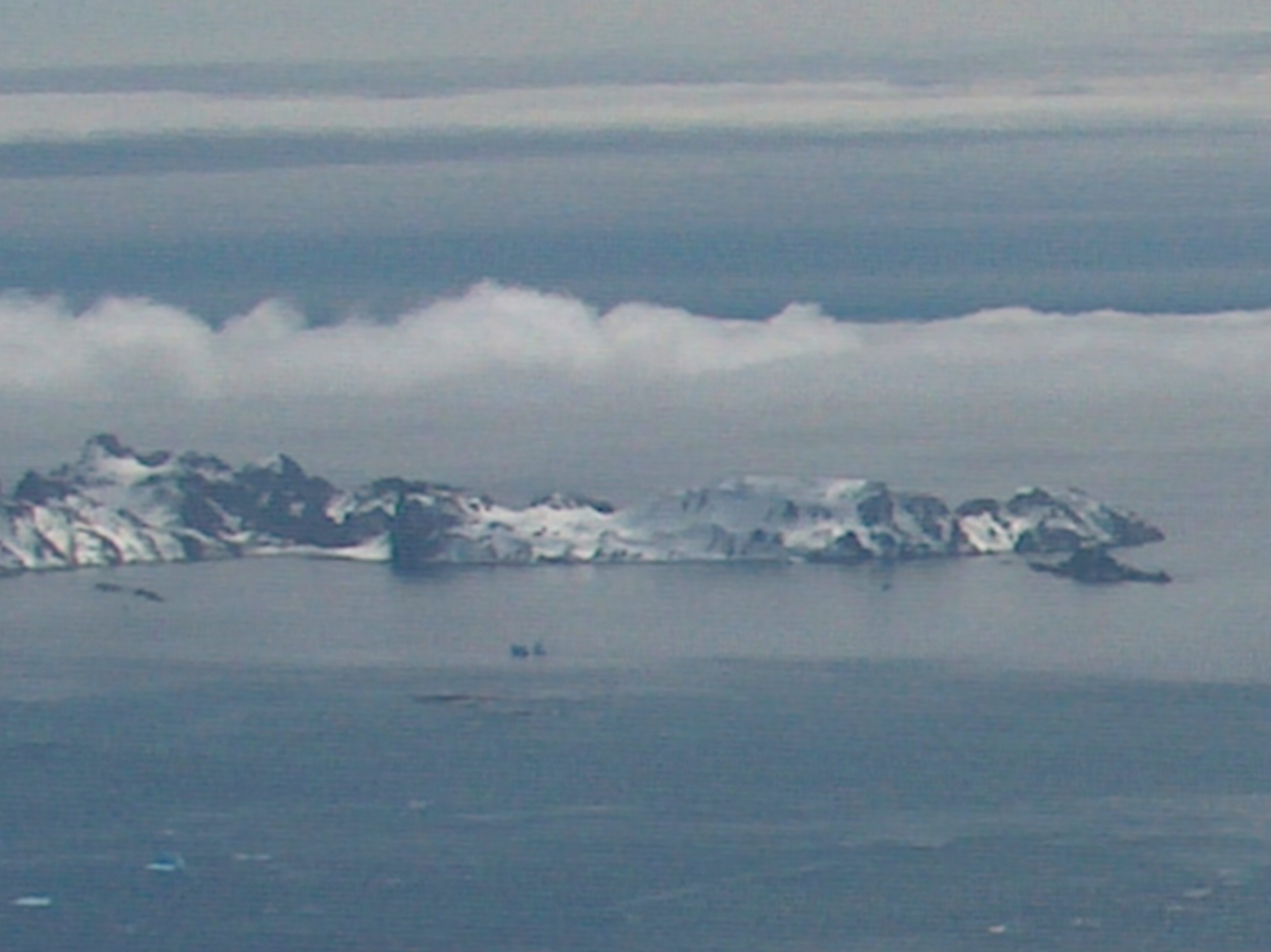

科茲馬灣是南極洲的海灣，位於南設得蘭群島的德瑟萊申島北岸，長1.2公里、寬1.8公里，以保加利亞學者命名，現時由南極條約體系管理。

## 外部連結
- SCAR Composite Gazetteer of Antarctica（页面存档备份，存于）.